# Amphithoides mahafalensis
Amphithoides mahafalensis is een vlokreeftensoort uit de familie van de Ampithoidae. De wetenschappelijke naam van de soort werd voor het eerst geldig gepubliceerd in 1967 door Michel Ledoyer.